# Brindisi Sport 1974-1975
Questa voce raccoglie le informazioni riguardanti il Brindisi Sport nelle competizioni ufficiali della stagione 1974-1975.

## Divise
| Casa |

## Organigramma societario
Area direttiva
- Presidente: Cosimo Fanuzzi
- Segretario generale: Remo Simoniello
- Segretario: Mario Cucci

Area tecnica
- Allenatore: Antonio Renna, da novembre Giovanni Invernizzi, da febbraio Antonio Renna

## Rosa
| N. |                   | Ruolo | Calciatore                 |
| -- | ----------------- | ----- | -------------------------- |
|    | Italia (bandiera) | P     | Rosario Di Vincenzo        |
|    | Italia (bandiera) | P     | Ubaldo Novembre            |
|    | Italia (bandiera) | D     | Mario Cantarelli           |
|    | Italia (bandiera) | D     | Francesco Coppola          |
|    | Italia (bandiera) | D     | Pietro Fontana             |
|    | Italia (bandiera) | D     | Giovanni Mei               |
|    | Italia (bandiera) | D     | Aldo Sensibile             |
|    | Italia (bandiera) | D     | Enzo Vecchiè               |
|    | Italia (bandiera) | D     | Alessandro Zagano          |
|    | Italia (bandiera) | C     | Francesco Baccari          |
|    | Italia (bandiera) | C     | Aldo Bellan                |
|    | Italia (bandiera) | C     | Luigi Boccolini (capitano) |
|    | Italia (bandiera) | C     | Dionisio Collavini         |

| N. |                   | Ruolo | Calciatore         |
| -- | ----------------- | ----- | ------------------ |
|    | Italia (bandiera) | C     | Giancarlo Ettori   |
|    | Italia (bandiera) | C     | Amedeo Fiorillo    |
|    | Italia (bandiera) | C     | Antonio Incalza    |
|    | Italia (bandiera) | C     | Francesco Liguori  |
|    | Italia (bandiera) | C     | Guido Magherini    |
|    | Italia (bandiera) | C     | Mauro Rufo         |
|    | Italia (bandiera) | C     | Mario Tomy         |
|    | Italia (bandiera) | A     | Angelo Cerasani    |
|    | Italia (bandiera) | A     | Vincenzo Chiarenza |
|    | Italia (bandiera) | A     | Giorgio Gambin     |
|    | Italia (bandiera) | A     | Crescenzo Izzo     |
|    | Italia (bandiera) | A     | Vincenzo Marino    |
|    | Italia (bandiera) | A     | Corrado Marmo      |

## Risultati

### Serie B

#### Girone di andata
| 29 settembre 1974 1ª giornata | Brindisi | 0 – 1 | Brescia |  |

| 6 ottobre 1974 2ª giornata | Verona | 0 – 0 | Brindisi |  |

| 13 ottobre 1974 3ª giornata | Brindisi | 1 – 2 | Genoa |  |

| 20 ottobre 1974 4ª giornata | Brindisi | 1 – 0 | Como |  |

| 27 ottobre 1974 5ª giornata | Atalanta | 2 – 0 | Brindisi |  |

| 3 novembre 1974 6ª giornata | Brindisi | 4 – 1 | Sambenedettese |  |

| 10 novembre 1974 7ª giornata | Parma | 2 – 0 | Brindisi |  |

| 17 novembre 1974 8ª giornata | Brindisi | 0 – 1 | Perugia |  |

| 24 novembre 1974 9ª giornata | SPAL | 0 – 0 | Brindisi |  |

| 1º dicembre 1974 10ª giornata | Brindisi | 0 – 1 | Novara |  |

| 8 dicembre 1974 11ª giornata | Avellino | 4 – 1 | Brindisi |  |

| 15 dicembre 1974 12ª giornata | Brindisi | 1 – 1 | Palermo |  |

| 22 dicembre 1974 13ª giornata | Alessandria | 3 – 1 | Brindisi |  |

| 5 gennaio 1975 14ª giornata | Brindisi | 0 – 0 | Pescara |  |

| 12 gennaio 1975 15ª giornata | Foggia | 1 – 0 | Brindisi |  |

| 19 gennaio 1975 16ª giornata | Catanzaro | 0 – 0 | Brindisi |  |

| 26 gennaio 1975 17ª giornata | Brindisi | 0 – 0 | Taranto |  |

| 2 febbraio 1975 18ª giornata | Reggiana | 2 – 0 | Brindisi |  |

| 14 settembre 1947 19ª giornata | Brindisi | 0 – 1 | Arezzo |  |

#### Girone di ritorno
| 16 febbraio 1975 20ª giornata | Brescia | 0 – 0 | Brindisi |  |

| 23 febbraio 1975 21ª giornata | Brindisi | 0 – 0 | Verona |  |

| 2 marzo 1975 22ª giornata | Genoa | 2 – 0 | Brindisi |  |

| 9 marzo 1975 23ª giornata | Como | 2 – 1 | Brindisi |  |

| 16 marzo 1975 24ª giornata | Brindisi | 2 – 1 | Atalanta |  |

| 23 marzo 1975 25ª giornata | Sambenedettese | 2 – 1 | Brindisi |  |

| 30 marzo 1975 26ª giornata | Brindisi | 2 – 1 | Parma |  |

| 6 aprile 1975 27ª giornata | Perugia | 1 – 0 | Brindisi |  |

| 13 aprile 1975 28ª giornata | Brindisi | 2 – 2 | SPAL |  |

| 20 aprile 1975 29ª giornata | Novara | 2 – 3 | Brindisi |  |

| 27 aprile 1975 30ª giornata | Brindisi | 1 – 0 | Avellino |  |

| 4 maggio 1975 31ª giornata | Palermo | 0 – 1 | Brindisi |  |

| 11 maggio 1975 32ª giornata | Brindisi | 2 – 1 | Alessandria |  |

| 18 maggio 1975 33ª giornata | Pescara | 0 – 1 | Brindisi |  |

| 25 maggio 1975 34ª giornata | Brindisi | 2 – 0 | Foggia |  |

| 1º giugno 1975 35ª giornata | Brindisi | 0 – 0 | Catanzaro |  |

| 8 giugno 1975 36ª giornata | Taranto | 1 – 1 | Brindisi |  |

| 15 giugno 1975 37ª giornata | Brindisi | 0 – 0 | Reggiana |  |

| 22 giugno 1975 38ª giornata | Arezzo | 1 – 1 | Brindisi |  |

## Statistiche

### Statistiche di squadra
| Competizione | Punti | In casa | In casa | In casa | In casa | In casa | In casa | In trasferta | In trasferta | In trasferta | In trasferta | In trasferta | In trasferta | Totale | Totale | Totale | Totale | Totale | Totale | DR |
| Competizione | Punti | G       | V       | N       | P       | Gf      | Gs      | G            | V            | N            | P            | Gf           | Gs           | G      | V      | N      | P      | Gf     | Gs     | DR |
| ------------ | ----- | ------- | ------- | ------- | ------- | ------- | ------- | ------------ | ------------ | ------------ | ------------ | ------------ | ------------ | ------ | ------ | ------ | ------ | ------ | ------ | -- |
| Serie B      | 35    | 19      | 8       | 7       | 4       | 21      | 13      | 19           | 3            | 6            | 10           | 11           | 25           | 38     | 11     | 13     | 14     | 32     | 38     | -6 |
| Coppa Italia | 3     | 2       | 1       | 0       | 1       | 3       | 2       | 2            | 0            | 1            | 1            | 3            | 4            | 4      | 1      | 1      | 2      | 6      | 6      | 0  |
| Totale       |       | 21      | 9       | 7       | 5       | 24      | 15      | 21           | 3            | 7            | 11           | 14           | 29           | 42     | 12     | 14     | 16     | 38     | 44     | -6 |

### Statistiche dei giocatori
| Giocatore      | Serie B  | Serie B | Serie B     | Serie B    | Coppa Italia | Coppa Italia | Coppa Italia | Coppa Italia | Totale   | Totale | Totale      | Totale     |
| Giocatore      | Presenze | Reti    | Ammonizioni | Espulsioni | Presenze     | Reti         | Ammonizioni  | Espulsioni   | Presenze | Reti   | Ammonizioni | Espulsioni |
| -------------- | -------- | ------- | ----------- | ---------- | ------------ | ------------ | ------------ | ------------ | -------- | ------ | ----------- | ---------- |
| Beccaro        | 1        | 0       | ?           | ?          | ?            | ?            | ?            | ?            | 1+       | 0+     | ?           | ?          |
| A. Bellan      | 2        | 0       | ?           | ?          | ?            | ?            | ?            | ?            | 2+       | 0+     | ?           | ?          |
| L. Boccolini   | 37       | 8       | ?           | ?          | ?            | ?            | ?            | ?            | 37+      | 8+     | ?           | ?          |
| M. Cantarelli  | 20       | 2       | ?           | ?          | ?            | ?            | ?            | ?            | 20+      | 2+     | ?           | ?          |
| A. Cerasani    | 4        | 0       | ?           | ?          | ?            | ?            | ?            | ?            | 4+       | 0+     | ?           | ?          |
| V. Chiarenza   | 34       | 4       | ?           | ?          | ?            | ?            | ?            | ?            | 34+      | 4+     | ?           | ?          |
| D. Collavini   | 4        | 0       | ?           | ?          | ?            | ?            | ?            | ?            | 4+       | 0+     | ?           | ?          |
| F. Coppola     | 4        | 0       | ?           | ?          | ?            | ?            | ?            | ?            | 4+       | 0+     | ?           | ?          |
| R. Di Vincenzo | 37       | -37     | ?           | ?          | ?            | ?            | ?            | ?            | 37+      | -37+   | ?           | ?          |
| G. Ettori      | 5        | 0       | ?           | ?          | ?            | ?            | ?            | ?            | 5+       | 0+     | ?           | ?          |
| A. Fiorillo    | 1        | 0       | ?           | ?          | ?            | ?            | ?            | ?            | 1+       | 0+     | ?           | ?          |
| P. Fontana     | 32       | 0       | ?           | ?          | ?            | ?            | ?            | ?            | 32+      | 0+     | ?           | ?          |
| G. Gambin      | 1        | 0       | ?           | ?          | ?            | ?            | ?            | ?            | 1+       | 0+     | ?           | ?          |
| A. Incalza     | 15       | 0       | ?           | ?          | ?            | ?            | ?            | ?            | 15+      | 0+     | ?           | ?          |
| C. Izzo        | 4        | 0       | ?           | ?          | ?            | ?            | ?            | ?            | 4+       | 0+     | ?           | ?          |
| F. Liguori     | 27       | 0       | ?           | ?          | ?            | ?            | ?            | ?            | 27+      | 0+     | ?           | ?          |
| G. Magherini   | 33       | 4       | ?           | ?          | ?            | ?            | ?            | ?            | 33+      | 4+     | ?           | ?          |
| V. Marino      | 21       | 3       | ?           | ?          | ?            | ?            | ?            | ?            | 21+      | 3+     | ?           | ?          |
| C. Marmo       | 26       | 8       | ?           | ?          | ?            | ?            | ?            | ?            | 26+      | 8+     | ?           | ?          |
| G. Mei         | 26       | 0       | ?           | ?          | ?            | ?            | ?            | ?            | 26+      | 0+     | ?           | ?          |
| U. Novembre    | 2        | -1      | ?           | ?          | ?            | ?            | ?            | ?            | 2+       | -1+    | ?           | ?          |
| M. Rufo        | 30       | 0       | ?           | ?          | ?            | ?            | ?            | ?            | 30+      | 0+     | ?           | ?          |
| A. Sensibile   | 32       | 0       | ?           | ?          | ?            | ?            | ?            | ?            | 32+      | 0+     | ?           | ?          |
| M. Tomy        | 4        | 0       | ?           | ?          | ?            | ?            | ?            | ?            | 4+       | 0+     | ?           | ?          |
| E. Vecchiè     | 15       | 1       | ?           | ?          | ?            | ?            | ?            | ?            | 15+      | 1+     | ?           | ?          |
| A. Zagano      | 35       | 0       | ?           | ?          | ?            | ?            | ?            | ?            | 35+      | 0+     | ?           | ?          |